# نونچیا
نونچیا (انگلیسی: Nunchía) نام شهری در کشور کلمبیا است.